# Moartea lui Marat
Moartea lui Marat (în franceză La Mort de Marat) este o pânză pictată de Jacques-Louis David în anul 1793. Tabloul are dimensiunile 165 x 128 cm și se găsește la Musées Royaux des Beaux-Arts de Belgique, Bruxelles.

## Context istoric
David îl vizitează pe prietenul său Jean-Paul Marat, unul dintre cei mai radicali conducători ai Revoluției Franceze, pe 12 iulie 1793 și îl găsește în cadă, deoarece politicianul făcea zilnic baie din cauza unei boli de piele de care suferea. În aceeași cadă va fi înjunghiat în ziua următoare de către adversara guvernului terorii, Charlotte Corday.
Avea lângă el o cutie de lemn iar pe ea hârtie și cerneală, căci cu mâna ieșită din cadă așternea pe hârtie ultimele sale gânduri despre națiune - descrie David propria sa viziune despre Marat.

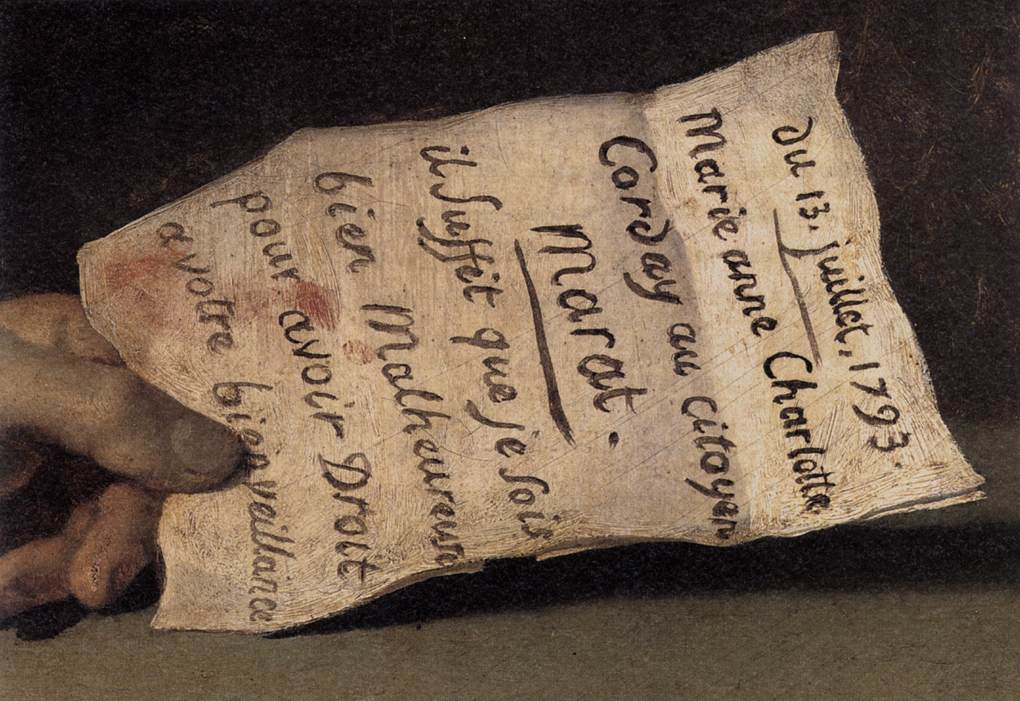
Moartea lui Marat - detaliu

## Descriere
Pe tema pânzei "Moartea lui Marat" scrie și Baudelaire: "Este în acest tablou o dramă care transmite o groază sfâșietoare și prin forța ei stranie această pânză, care este o adevarată capodoperă a artistului și totodată unul dintre cele mai interesante exemple ale artei moderne, rămâne neatins de ceea ce este trivial sau lipsit de noblețe (...). Este hrana celor puternici, dar și triumful spiritului; tabloul, cumplit ca însăși natura, conține tocmai esența idealului."
David îl prezintă pe Marat drept un personaj care ne poartă cu gândul la Iisus desprins de pe cruce.